# بيلار لونا
بيلار لونا (بالإسبانية: Pilar Luna Erreguerena)‏ هي عالمة آثار مكسيكية، ولدت في 1944 في تامبيكو في المكسيك.